# Martina Beck
Martina Beck nata Glagow (Garmisch-Partenkirchen, 21 settembre 1979) è un'ex biatleta tedesca.
È moglie di Günther Beck, a sua volta biatleta di alto livello.

## Biografia
Originaria di Mittenwald, ha iniziato a praticare biathlon a livello agonistico nel 1992 ed è entrata a far parte della nazionale tedesca nel 2000. In Coppa del Mondo ha esordito il 5 gennaio 2000 nella sprint di Oberhof (6ª) e ha conquistato la prima vittoria, nonché primo podio, il 21 gennaio dello stesso anno nella sprint di Anterselva. Dopo aver chiuso al 13º posto nella graduatoria generale nella stagione d'esordio, ha vinto la Coppa del Mondo in quella 2002-2003.
Specialista del poligono, ha vinto la maggior parte delle gare grazie alla sua stabilità al tiro.

## Palmarès

### Olimpiadi
- 4 medaglie:
  - 3 argenti (individuale[2], inseguimento[2], staffetta[2] a Torino 2006)
  - 1 bronzo (staffetta[2] a Vancouver 2010)

### Mondiali
- 12 medaglie:
  - 3 ori (inseguimento[2] a Chanty-Mansijsk 2003; staffetta[2] ad Anterselva 2007; staffetta[2] a Östersund 2008)
  - 5 argenti (partenza in linea[2] a Pokljuka 2001; inseguimento[2] a Oberhof 2004; partenza in linea[2] ad Anterselva 2007; individuale[2] a Östersund 2008; staffetta[2] a Pyeongchang 2009)
  - 4 bronzi (staffetta[2] a Chanty-Mansijsk 2003; sprint[2], staffetta[2] a Oberhof 2004; individuale[2] ad Anterselva 2007)

### Mondiali juniores
- 6 medaglie:
  - 3 ori (sprint, inseguimento, staffetta a Pokljuka 1999)
  - 2 argenti (sprint, staffetta a Forni Avoltri 1997)
  - 1 bronzo (sprint a Jericho/Val Cartier 1998)

### Coppa del Mondo
- Vincitrice della Coppa del Mondo nel 2003
- Vincitrice della Coppa del Mondo di individuale nel 2008
- Vincitrice della Coppa del Mondo di insegumento nel 2003
- Vincitrice della Coppa del Mondo di partenza in linea nel 2006
- 54 podi (33 individuali, 21 a squadre), oltre a quelli conquistati in sede olimpica e iridata e validi anche ai fini della Coppa del Mondo:
  - 21 vittorie (14 individuali, 7 a squadre)
  - 17 secondi posti (5 individuali, 12 a squadre)
  - 16 terzi posti (14 individuali, 2 a squadre)

#### Coppa del Mondo - vittorie
| Data             | Località           | Nazione    | Specialità                                                  |
| ---------------- | ------------------ | ---------- | ----------------------------------------------------------- |
| 21 gennaio 2000  | Anterselva         | Italia     | SP                                                          |
| 23 gennaio 2000  | Anterselva         | Italia     | RL (con Andrea Henkel, Katrin Apel e Martina Zellner)       |
| 13 febbraio 2000 | Östersund          | Svezia     | PU                                                          |
| 7 dicembre 2001  | Hochfilzen         | Austria    | RL (con Uschi Disl, Katrin Apel e Martina Zellner)          |
| 15 marzo 2002    | Lahti              | Finlandia  | RL (con Katrin Apel, Martina Zellner e Katja Beer)          |
| 16 febbraio 2003 | Oslo Holmenkollen  | Norvegia   | PU                                                          |
| 18 dicembre 2003 | Osrblie            | Slovacchia | IN                                                          |
| 9 dicembre 2004  | Oslo Holmenkollen  | Norvegia   | IN                                                          |
| 8 gennaio 2006   | Oberhof            | Germania   | MS                                                          |
| 22 gennaio 2006  | Anterselva         | Italia     | MS                                                          |
| 23 marzo 2006    | Oslo Holmenkollen  | Norvegia   | SP                                                          |
| 2 marzo 2007     | Lahti              | Finlandia  | SP                                                          |
| 4 marzo 2007     | Lahti              | Finlandia  | PU                                                          |
| 29 novembre 2007 | Kontiolahti        | Finlandia  | IN                                                          |
| 30 novembre 2007 | Kontiolahti        | Finlandia  | SP                                                          |
| 9 dicembre 2007  | Hochfilzen         | Austria    | RL (con Andrea Henkel, Simone Hauswald e Kati Wilhelm)      |
| 16 dicembre 2007 | Pokljuka           | Slovenia   | RL (con Sabrina Buchholz, Magdalena Neuner e Andrea Henkel) |
| 7 dicembre 2008  | Östersund          | Svezia     | PU                                                          |
| 13 dicembre 2008 | Hochfilzen         | Austria    | PU                                                          |
| 14 marzo 2009    | Vancouver Whistler | Canada     | RL (con Kati Wilhelm, Magdalena Neuner e Andrea Henkel)     |
| 6 dicembre 2009  | Östersund          | Svezia     | RL (con Andrea Henkel, Simone Hauswald e Kati Wilhelm)      |

Legenda:

IN = individuale

SP = sprint

PU = inseguimento

MS = partenza in linea

RL = staffetta